# 847 Naval Air Squadron
847ème Escadron aéronaval
Le 847 Naval Air Squadron ou 847 NAS est un escadron du Fleet Air Arm de la Royal Navy. Il est basé à la Royal Naval Air Station Yeovilton (RNAS Yeovilton) dans le Somerset. L'escadron a été formé en 1943, dissout plusieurs fois et reformé la dernière fois en 1995. 
L'escadron exploite les hélicoptères  Wildcat AH.1 tirés d'un pool de l'Army Air Corps et pilotés par des équipages des Royal Marines et de la Royal Navy. Il fournit une reconnaissance armée et un soutien au transport léger à la 3 Commando Brigade du Royal Marines. Avec les 845 et 846 escadrons aéronavals, il fait partie de la Commando Helicopter Force. L'escadron a été reformé à partir du 3 Commando Brigade Air Squadron (en) le 1er septembre 1995.

## Historique

### Seconde Guerre mondiale
Le 847 NAS a été créé au RNAS Lee-on-Solent le 1er juin 1943, équipé du bombardier-torpilleur Fairey Barracuda. L'escadron se déploie à bord du porte-avions HMS Illustrious (R87) en novembre 1943 pour l'océan Indien fin décembre, arrivant à Ceylan (aujourd'hui Sri-Lanka) le 30 janvier 1944. [5] Le 19 avril 1944, l'escadrille participe à l'opération Cockpit, un raid des avions du HMS Illustrious et du porte-avions américain USS Saratoga (CV-3) contre Sabang. L'escadron a participé à un raid mené contre Port Blair le 19 juin. L'escadron est démantelé à Trincomalee le 30 juin, son personnel et les avions étant absorbés par le 810 Naval Air Squadron (en).

### Après-guerre
L'escadron se reforme au RNAS Eglinton (maintenant Aéroport de Derry en Irlande du Nord), équipé de trois avions de lutte anti-sous-marine Fairey Gannet. Il s'est déployé à Nicosie (Chypre) pour lutter contre les navires de contrebande d'armes aux insurgés pendant l'Insurrection de Chypre. L'escadron a reçu de nouveaux Gannet AS4 en juin 1958, et il est retourné au Royaume-Uni en novembre 1959  pour dissolution au RNAS Yeovilton le 1er décembre 1959.

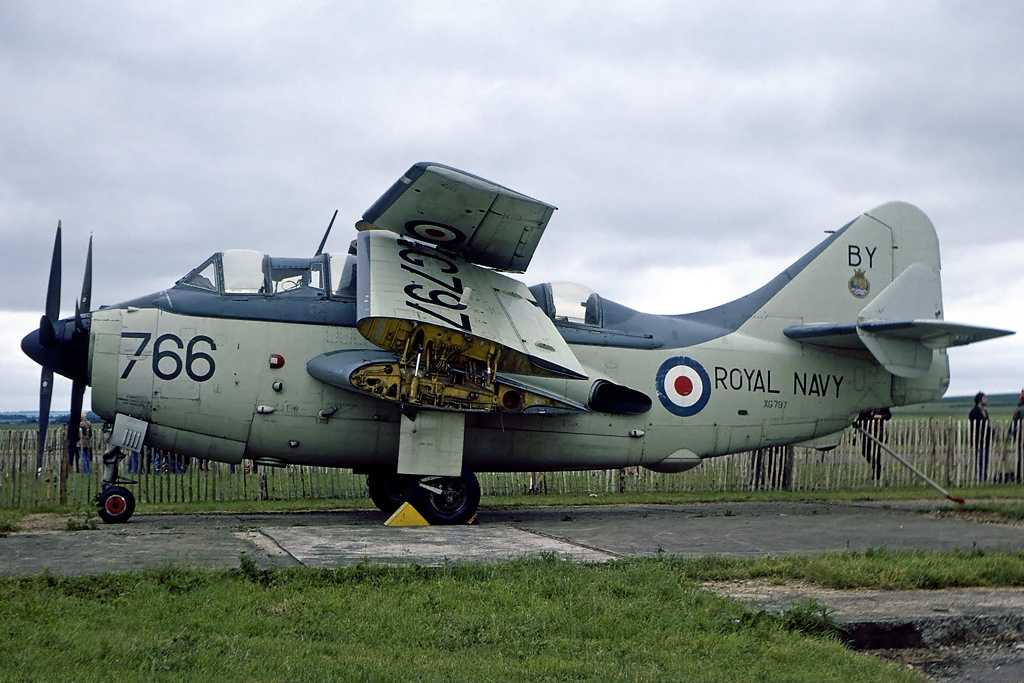
Fairey Garnet de la Royal Navy

L'escadron s'est reformé à nouveau au RNAS Culdrose dans le rôle de soutien commando, équipé d'hélicoptères Westland Whirlwind HAS.7. Il était à la base aérienne de à Sembawang à Singapour (connu sous le nom de HMS Simbang) à partir d'avril 1964, mais il a été dissout le 2 décembre de cette année. 
L'escadron s'est reformé à Sembawang le 14 mars 1969, séparé du 848 Naval Air Squadron (en) et équipé de 10 hélicoptères Westland Wessex HU.5s. L'escadron opérait à la fois depuis le rivage et à bord du navire, avec des détachements volant depuis les LPD HMS Fearless (L10) et HMS Intrepid (L11) (en) et le navire de débarquement Sir Galahad, entre autres. En novembre 1970, l'escadron, opérant à partir du HMS Intrepid et du HMS Triumph (R16), a participé aux efforts de secours à la suite des inondations au Pakistan oriental (aujourd'hui Bangladesh) et en janvier 1971 a effectué des travaux de secours en Malaisie. L'escadron a de nouveau été dissout le 22 mai 1971.

### Guerre des Malouines
Le 847 Naval Air Squadron a été reformé pour participer à la Guerre des Malouines le 4 mai 1982, exploitant 24 hélicoptères Westland Wessex HU.5 ; avec du personnel de la Royal Naval recruté principalement à partir du RNAS Yeovilton. L'avion a été transporté du Royaume-Uni vers l'Atlantique Sud à bord du RFA Engadine et du porte-conteneurs SS Atlantic Causeway.
Les Wessex de l'escadron, ainsi que ceux du 845 NAS, opéraient initialement à partir de la Baie de San Carlos et fournissaient un soutien de transport indispensable à l'avancée des forces britanniques sur Port Stanley, avec des bases d'opérations avancées mises en place à Teal Inlet et Fitzroy. Après la Capitulation argentine de 1982, le 847 NAS a déménagé à Navy Point, un promontoire directement au nord de Port Stanley. Il est resté aux Malouines jusqu'en septembre 1982, fournissant un soutien aérien aux forces britanniques.
Le 847 NAS a été l'une des unités les plus anciennes à avoir participé à la guerre des Malouines, passant environ 4 mois sur les îles au total et amenant certains membres de l'escadron à appeler l'unité "84-who?" L'escadron a été dissout le 24 septembre 1982.

### 1995 à nos jours
Le 847 NAS s'est reformé au RNAS Yeovilton avec les équipages des Royal Marines et les ingénieurs du Royal Electrical and Mechanical Engineers (en) le 1er septembre 1995, du 3 Commando Brigade Air Squadron (en), en tant qu'unité de soutien tactique pour les Commandos du Royal Marines Commandos avec le Westland Lynx AH.7 et Westland Gazelle AH.1. L'escadron a été actif en Sierra Leone et au Kosovo.

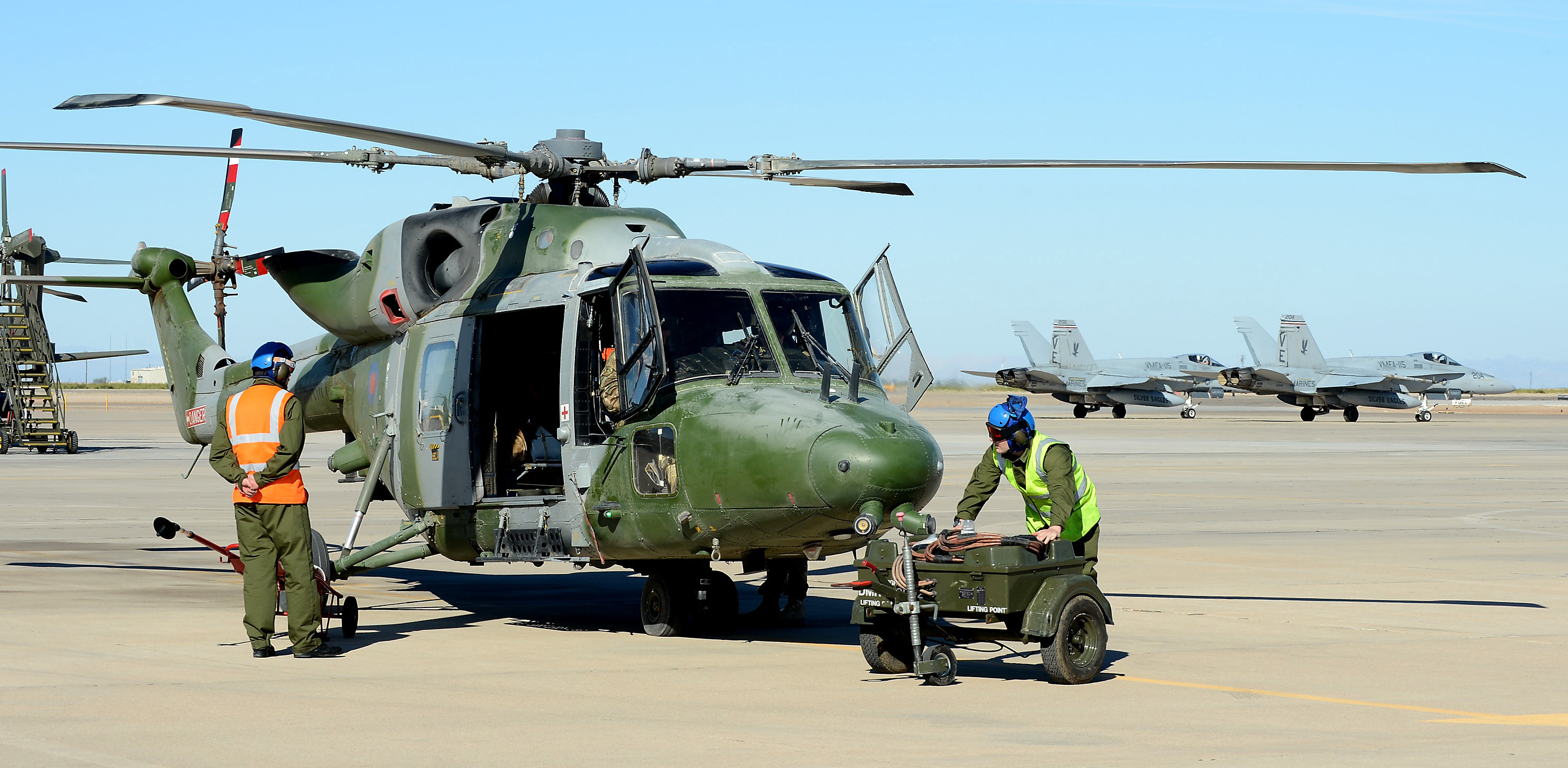
Lynx du 847 NAS

Le déploiement le plus important de ces dernières années a été celui de l'Opération Telic en Irak, au cours de laquelle il a participé à la bataille de Bassorah. Le 6 mai 2006, l'un des Lynx de l'escadron, le XZ614, a été abattu au-dessus de Bassorah en Irak, par un missile sol-air (un MANPADS), tuant 5 militaires à bord. Parmi les 5 tués figuraient le commandant du 847, le lieutenant-commandant Darren Chapman ; Le commandant d'escadre Coxen, qui devait prendre le commandement des forces d'hélicoptères britanniques de la région, et le lieutenant d'aviation Sarah-Jayne Mulvihill (en) (elle était la première femme militaire britannique à mourir au combat en 22 ans). C'était le premier hélicoptère britannique et seulement le deuxième avion britannique abattu (le premier était un Hercules de la RAF) en raison du feu ennemi, pendant la guerre. Sur les lieux de l'accident, les troupes britanniques auraient rencontré des civils irakiens en émeute et auraient été la cible de miliciens, tandis que des civils ont été tués dans les affrontements qui ont suivi. L'accident a conduit à un examen de la vulnérabilité des transports par hélicoptère dans le sud de l'Irak.
En 2005, l'hélicoptère de reconnaissance Gazelle a été retiré du service avec l'escadron. Plus tard, les Lynx AH.7 ont été remplacés par la variante Lynx AH.9A, par l'unité entre mai 2011 et l'été 2012.
À partir de septembre 2008, l'unité a été déployée au Camp Bastion (Afghanistan) dans le cadre de l'Opération Herrick pour un déploiement de 7 mois soutenant les troupes au sol et les mouvements aériens. L'unité est revenue en janvier 2011 pendant 5 mois et à nouveau en janvier 2013 pendant 5 mois.

### Rôle actuel
Fin 2013, le 847 NAS est devenu le premier escadron militaire de première ligne à recevoir l'AgustaWestland Wildcat AH.1, ce qui permet à l'escadron de continuer à fournir de la reconnaissance militaire dans le cadre de la Commando Helicopter Force.
En juin 2019, l'escadron s'est embarqué sur le RFA Argus (A135) (en) pour un déploiement en mer Baltique dans le cadre de la UK Joint Expeditionary Force. L'escadron a pratiqué des débarquements amphibies aux côtés des Merlins du 845 NAS dans le cadre de l'exercice Baltic Protector.